# Campeonato Sul-Americano de Corta-Mato de 2010
O 25º Campeonato Sul-Americano de Corta-Mato de 2010 foi realizado em Guayaquil, no Equador, no dia 27 de fevereiro de 2010. Participaram da competição 82 atletas de sete nacionalidades distribuídos em seis provas. Na categoria sênior masculino Miguel Almachi do Equador levou o ouro, e na categoria sênior feminino Inés Melchor do Peru levou o ouro. 

## Medalhistas
Esses foram os campeões da competição. 
| Evento                   | Ouro                                | Ouro    | Prata                             | Prata   | Bronze                            | Bronze  |
| ------------------------ | ----------------------------------- | ------- | --------------------------------- | ------- | --------------------------------- | ------- |
| Individual               |                                     |         |                                   |         |                                   |         |
| Masculino sênior (12 km) | Miguel Almachi · Equador            | 35:52.9 | Gilberto Silvestre Lopes · Brasil | 35:54.8 | Alexander de los Santos · Uruguai | 35:56.3 |
| Masculino junior (8 km)  | Jorge Luis Arias · Equador          | 24:25.3 | Willy Canchanya · Peru            | 24:34.2 | Juan Pillajo · Equador            | 24:59.7 |
| Masculino juvenil (4 km) | Ioran Fernandes Etchechury · Brasil | 11:55.3 | Jerson Orellana · Peru            | 11:57.2 | Marcos Guamán · Equador           | 12:03.0 |
| Feminino sênior (8 km)   | Inés Melchor · Peru                 | 27:15.9 | Ángela Figueroa · Colômbia        | 27:17.2 | Rosa Chacha · Equador             | 27:25.2 |
| Feminino junior (6 km)   | Jovana de la Cruz · Peru            | 20:49.8 | Soledad Torre · Peru              | 21:26.8 | Eliana Delgado · Peru             | 21:30.6 |
| Feminino juvenil (3 km)  | Charo Inga · Peru                   | 09:47.0 | Luz Mery Rojas · Peru             | 10:07.4 | Jessica Ladeira Soares · Brasil   | 10:07.8 |
| Equipe                   |                                     |         |                                   |         |                                   |         |
| Masculino sênior         | Brasil                              | 13      | Peru                              | 23      | Equador                           | 28      |
| Masculino júnior         | Equador                             | 11      | Brasil                            | 31      | Peru                              | 31      |
| Masculino juvenil        | Equador                             | 8       | Brasil                            | 9       | Chile                             | 13      |
| Feminino sênior          | Peru                                | 16      | Equador                           | 21      | Brasil                            | 23      |
| Feminino júnior          | Peru                                | 6       | Brasil                            | 17      | Equador                           | 23      |
| Feminino juvenil         | Peru                                | 3       | Brasil                            | 8       | Equador                           | 10      |

## Resultados da corrida

### Masculino sênior (12 km)
Individual
| Posição           | Atleta                    | Nacionalidade | Tempo   |
| ----------------- | ------------------------- | ------------- | ------- |
| Medalha de ouro   | Miguel Almachi            | Equador       | 35:52.9 |
| Medalha de prata  | Gilberto Silvestre Lopes  | Brasil        | 35:54.8 |
| Medalha de bronze | Alexander de los Santos   | Uruguai       | 35:56.3 |
| 4                 | John Cusi                 | Peru          | 35:59.7 |
| 5                 | Claudir Rodrigues         | Brasil        | 36:13.2 |
| 6                 | Joilson Bernardo da Silva | Brasil        | 36:17.2 |
| 7                 | Lervis Arias              | Venezuela     | 36:34.3 |
| 8                 | Damião Ancelmo de Souza   | Brasil        | 36:38.3 |
| 9                 | Constantino León          | Peru          | 36:40.2 |
| 10                | Waldir Ureta              | Peru          | 36:56.8 |
| 11                | Abel Villanueva           | Peru          | 37:43.2 |
| 12                | Segundo Jami              | Equador       | 38:06.3 |
| 13                | Óscar Robayo              | Colômbia      | 38:07.7 |
| 14                | Gilmar Silvestre Lopes    | Brasil        | 38:11.2 |
| 15                | Pedro Ramos               | Equador       | 38:54.1 |
| 16                | Cristóbal Narváez         | Equador       | 39:31.7 |
| —                 | Byron Piedra              | Equador       | DNS     |

Equipe
| Gilberto Silvestre Lopes  | 2    |
| Claudir Rodrigues         | 5    |
| Joilson Bernardo da Silva | 6    |
| (Damião Ancelmo de Souza) | (8)  |
| (Gilmar Silvestre Lopes)  | (14) |

| John Cusi         | 4    |
| Constantino León  | 9    |
| Waldir Ureta      | 10   |
| (Abel Villanueva) | (11) |

| Miguel Almachi      | 1    |
| Segundo Jami        | 12   |
| Pedro Ramos         | 15   |
| (Cristóbal Narváez) | (16) |

* Nota: Os atletas entre parênteses não pontuaram para o resultado da equipe.

### Masculino júnior (8 km)
Individual
| Posição           | Atleta                               | Nacionalidade | Tempo   |
| ----------------- | ------------------------------------ | ------------- | ------- |
| Medalha de ouro   | Jorge Luis Arias                     | Equador       | 24:25.3 |
| Medalha de prata  | Willy Canchanya                      | Peru          | 24:34.2 |
| Medalha de bronze | Juan Pillajo                         | Equador       | 24:59.7 |
| 4                 | Miguel Ángel Amador                  | Colômbia      | 25:06.9 |
| 5                 | Jeison Alexander Suárez              | Colômbia      | 25:15.3 |
| 6                 | Antonio Ribeiro Barbosa Filho        | Brasil        | 25:27.7 |
| 7                 | Cristian Baquero                     | Equador       | 25:31.1 |
| 8                 | Carlos Echeverria                    | Chile         | 25:38.4 |
| 9                 | Felipe Matamala                      | Chile         | 25:49.5 |
| 10                | Freddy Cáceres                       | Equador       | 26:43.8 |
| 11                | Omar Baquero                         | Equador       | 26:54.8 |
| 12                | Renan Marcos Bispo                   | Brasil        | 27:08.4 |
| 13                | Guilherme Ademilson dos Anjos Santos | Brasil        | 28:00.9 |
| 14                | José Checco                          | Peru          | 28:08.2 |
| 15                | Aderlin Camayo                       | Peru          | 29:21.5 |
| —                 | João Luis Ferreira Prado Filho       | Brasil        | DNS     |
| —                 | Dagoberto Galindo                    | Chile         | DNS     |

Equipe
| Jorge Luis Arias | 1    |
| Juan Pillajo     | 3    |
| Cristian Baquero | 7    |
| (Freddy Cáceres) | (10) |
| (Omar Baquero)   | (11) |

| Antonio Ribeiro Barbosa Filho        | 6  |
| Renan Marcos Bispo                   | 12 |
| Guilherme Ademilson dos Anjos Santos | 13 |

| Willy Canchanya | 2  |
| José Checco     | 14 |
| Aderlin Camayo  | 15 |

* Nota: Os atletas entre parênteses não pontuaram para o resultado da equipe.

### Masculino juvenil (4 km)
Individual
| Posição           | Atleta                     | Nacionalidade | Tempo   |
| ----------------- | -------------------------- | ------------- | ------- |
| Medalha de ouro   | Ioran Fernandes Etchechury | Brasil        | 11:55.3 |
| Medalha de prata  | Jerson Orellana            | Peru          | 11:57.2 |
| Medalha de bronze | Marcos Guamán              | Equador       | 12:03.0 |
| 4                 | CCarlos Díaz               | Chile         | 12:09.7 |
| 5                 | Juan Clavijo               | Equador       | 12:16.4 |
| 6                 | Henry Carbo                | Equador       | 12:23.4 |
| 7                 | Jonathan Capón             | Equador       | 12:25.7 |
| 8                 | Tiago Lima da Silva        | Brasil        | 12:30.2 |
| 9                 | Lukas Jaramillo            | Chile         | 12:41.1 |
| 10                | Daniel Garrido             | Colômbia      | 12:51.7 |
| 11                | Edson Pereira Chaves       | Brasil        | 13:06.7 |
| 12                | Pablo Rodríguez            | Equador       | 13:11.0 |
| 13                | Cristian Pacheco           | Peru          | 13:15.4 |
| 14                | Francisco Duarte           | Chile         | 14:58.9 |

Equipe
| Marcos Guamán     | 3    |
| Juan Clavijo      | 5    |
| (Henry Carbo)     | (6)  |
| (Jonathan Capón)  | (7)  |
| (Pablo Rodríguez) | (12) |

| Ioran Fernandes Etchechury | 1    |
| Tiago Lima da Silva        | 8    |
| (Edson Pereira Chaves)     | (11) |

| Carlos Díaz        | 4    |
| Lukas Jaramillo    | 9    |
| (Francisco Duarte) | (14) |

| Jerson Orellana  | 2  |
| Cristian Pacheco | 13 |

* Nota: Os atletas entre parênteses não pontuaram para o resultado da equipe.

### Feminino sênior (8 km)
Individual
| Posição           | Atleta                                | Nacionalidade | Tempo   |
| ----------------- | ------------------------------------- | ------------- | ------- |
| Medalha de ouro   | Inés Melchor                          | Peru          | 27:15.9 |
| Medalha de prata  | Ángela Figueroa                       | Colômbia      | 27:17.2 |
| Medalha de bronze | Rosa Chacha                           | Equador       | 27:25.2 |
| 4                 | Yeisi Álvarez                         | Venezuela     | 27:47.5 |
| 5                 | Andréa Celeste da Silva Ramos Benites | Brasil        | 27:56.5 |
| 6                 | Wilma Arizapana                       | Peru          | 28:02.0 |
| 7                 | Rosângela Raimunda Pereira Faria      | Brasil        | 28:26.3 |
| 8                 | Ximena Salazar                        | Equador       | 28:47.1 |
| 9                 | Judith Toribio                        | Peru          | 29:12.6 |
| 10                | Marlene Acuña                         | Equador       | 29:39.8 |
| 11                | Michele Cristina das Chagas           | Brasil        | 30:14.7 |
| 12                | Nancy Osorio                          | Equador       | 31:49.0 |
| 13                | Susana Aburto                         | Chile         | 31:49.8 |
| 14                | Edith Suntaxi                         | Equador       | 32:21.0 |
| —                 | Zenaide Vieira                        | Brasil        | DNF     |
| —                 | Nelbi Sánchez                         | Bolívia       | DNS     |

Equipe
| Inés Melchor    | 1 |
| Wilma Arizapana | 6 |
| Judith Toribio  | 9 |

| Rosa Chacha     | 3    |
| Ximena Salazar  | 8    |
| Marlene Acuña   | 10   |
| (Nancy Osorio)  | (12) |
| (Edith Suntaxi) | (14) |

| Andréa Celeste da Silva Ramos Benites | 5     |
| Rosângela Raimunda Pereira Faria      | 7     |
| Michele Cristina das Chagas           | 11    |
| (Zenaide Vieira)                      | (DNF) |

* Nota: Os atletas entre parênteses não pontuaram para o resultado da equipe.

### Feminino júnior (6 km)
Individual
| Posição           | Atleta                        | Nacionalidade | Tempo   |
| ----------------- | ----------------------------- | ------------- | ------- |
| Medalha de ouro   | Jovana de la Cruz             | Peru          | 20:49.8 |
| Medalha de prata  | Soledad Torre                 | Peru          | 21:26.8 |
| Medalha de bronze | Eliana Delgado                | Peru          | 21:30.6 |
| 4                 | Poliana Oliveira Borges       | Brasil        | 21:36.6 |
| 5                 | Jenifer do Nascimento Silva   | Brasil        | 21:57.4 |
| 6                 | Wendy Panchi                  | Equador       | 22:00.7 |
| 7                 | Jessica García                | Equador       | 22:11.2 |
| 8                 | Adriana Cristina Silva da Luz | Brasil        | 22:15.0 |
| 9                 | Samantha Guerrero             | Colômbia      | 22:29.2 |
| 10                | Andrea Torres                 | Equador       | 22:39.6 |
| 11                | Adriely da Silva Araújo       | Brasil        | 22:43.0 |
| 12                | Norma Freire                  | Equador       | 24:15.0 |

Equipe
| Jovana de la Cruz | 1 |
| Soledad Torre     | 2 |
| Eliana Delgado    | 3 |

| Poliana Oliveira Borges       | 4    |
| Jenifer do Nascimento Silva   | 5    |
| Adriana Cristina Silva da Luz | 8    |
| (Adriely da Silva Araújo)     | (11) |

| Wendy Panchi   | 6    |
| Jessica García | 7    |
| Andrea Torres  | 10   |
| (Norma Freire) | (12) |

* Nota: Os atletas entre parênteses não pontuaram para o resultado da equipe.

### Feminino juvenil (3 km)
Individual
| Posição           | Atleta                           | Nacionalidade | Tempo   |
| ----------------- | -------------------------------- | ------------- | ------- |
| Medalha de ouro   | Charo Inga                       | Peru          | 09:47.0 |
| Medalha de prata  | Luz Mery Rojas                   | Peru          | 10:07.4 |
| Medalha de bronze | Jessica Ladeira Soares           | Brasil        | 10:07.8 |
| 4                 | Melania Ordoñez                  | Equador       | 10:20.5 |
| 5                 | Derirrane Lopes Santos           | Brasil        | 10:22.4 |
| 6                 | Jessica León                     | Equador       | 10:25.7 |
| 7                 | Jessica Espejo                   | Equador       | 10:28.0 |
| 8                 | Ana Carolina de Oliveira Pacheco | Brasil        | 10:31.3 |
| 9                 | Micaela Vallejos                 | Chile         | 10:48.2 |
| 10                | Angie Carpintero                 | Colômbia      | 11:05.1 |

Equipe
| Charo Inga     | 1 |
| Luz Mery Rojas | 2 |

| Jessica Ladeira Soares             | 3   |
| Derirrane Lopes Santos             | 5   |
| (Ana Carolina de Oliveira Pacheco) | (8) |

| Melania Ordoñez  | 4   |
| Jessica León     | 6   |
| (Jessica Espejo) | (7) |

* Nota: Os atletas entre parênteses não pontuaram para o resultado da equipe.

## Quadro de medalhas (não oficial)
| Ordem | País     | Medalha de ouro | Medalha de prata | Medalha de bronze | Total |
| ----- | -------- | --------------- | ---------------- | ----------------- | ----- |
| 1     | Peru     | 6               | 5                | 2                 | 13    |
| 2     | Equador  | 4               | 1                | 6                 | 11    |
| 3     | Brasil   | 2               | 5                | 2                 | 9     |
| 4     | Colômbia | 0               | 1                | 0                 | 1     |
| 5     | Chile    | 0               | 0                | 1                 | 1     |
| 5     | Uruguai  | 0               | 0                | 1                 | 1     |
|       | TOTAL    | 12              | 12               | 12                | 36    |

* Nota: O total de medalhas incluem  as competições individuais e de equipe, com medalhas na competição por equipe contando como uma medalha.

## Participação
De acordo com uma contagem não oficial, participaram 82 atletas de 7 nacionalidades.
| - Brasil (22) - Chile (7) - Colômbia (7) | - Equador (26) - Peru (17) | - Uruguai (1) - Venezuela (2) |